# Kabinett Ribot I

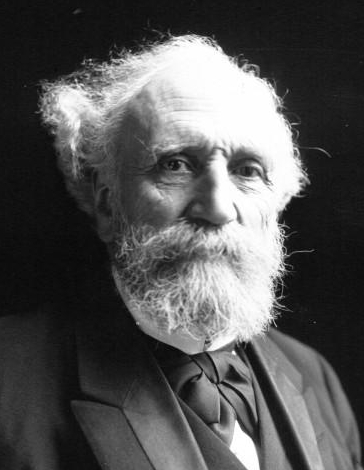
Alexandre Ribot (1913)

Das erste Kabinett Ribot war eine Regierung der Dritten Französischen Republik. Es wurde am 6. Dezember 1892 von Premierminister (Président du Conseil) Alexandre Ribot gebildet und löste das Kabinett Loubet ab. Es blieb bis zum 10. Januar 1893 im Amt und wurde vom Kabinett Ribot II abgelöst.
Dem Kabinett gehörten Minister folgender parlamentarischer Gruppen an: Union des gauches (UG) (diese unterteilt in Union libérale républicaine (ULR), Union républicaine (UR) und Association nationale républicaine (ANR)), Gauche républicaine (GRepS) und Gauche radicale (GRad).

## Kabinett
Dem Kabinett gehörten folgende Minister an:
- Premierminister: Alexandre Ribot (ULR)
- Außenminister: Alexandre Ribot
- Justizminister: Léon Bourgeois (GRad)
- Minister für öffentlichen Unterricht: Charles Dupuy (UR)
- Kriegsminister: Charles de Freycinet  (GRepS)
- Minister für Marine und Kolonien: Auguste Burdeau (UG)
- Finanzen: Maurice Rouvier (ANR)
  - ab 14. Dezember 1892: Pierre Tirard (GRepS)
- Innenminister und Religion: Émile Loubet (GRepS)
- Minister für Handel: Jules Siegfried (ANR)
- Landwirtschaftsminister: Jules Develle (UR)
- Minister für öffentliche Arbeiten und Sozialversicherung: Jules Viette (GRad)

### Unterstaatssekretäre
Dem Kabinett gehörten folgende Sous-secrétaires d’État an:
- Kolonialangelegenheiten im Marineministerium (ab 9. März 1892): Émile Jamais (UR)

## Historische Einordnung
Bereits eine Woche nach Beginn des Kabinetts musste Finanzminister Rouvier wegen seiner Verwicklung in den Panamaskandal zurücktreten (er wurde später freigesprochen). Am 16. Dezember wurde Ferdinand de Lesseps verhaftet (und später zu fünf Jahren Haft verurteilt). Um sich von Politikern wie Émile Loubet und Charles de Freycinet trennen zu können, reichte Ribot seinen Rücktritt ein und bildete anschließend ein neues Kabinett.
Am Rande des Panama-Skandals kam es zu Beginn des Jahres zur Dalziel-Affäre. Die Nachrichtenagentur Agence Dalziel wurde beschuldigt, englischen Interessen dienend einen Keil zwischen Frankreich und Russland getrieben zu haben.